# 白川ジャンクション
白川ジャンクション（しらかわジャンクション）は、兵庫県神戸市の須磨区と北区にまたがる場所にある阪神高速道路7号北神戸線から31号神戸山手線が分岐するジャンクションである。2003年8月26日に供用開始となった。

## 道路
- 阪神高速7号北神戸線
- 阪神高速31号神戸山手線

## 隣
阪神高速7号北神戸線
(7-05)布施畑西出入口 - (7-06)布施畑東出入口 - 白川JCT - (7-07)しあわせの村出入口 - (7-08)藍那出入口
阪神高速31号神戸山手線
(31-03)妙法寺出入口 - (31-04)白川南出入口 - 白川JCT